# George Ayscue

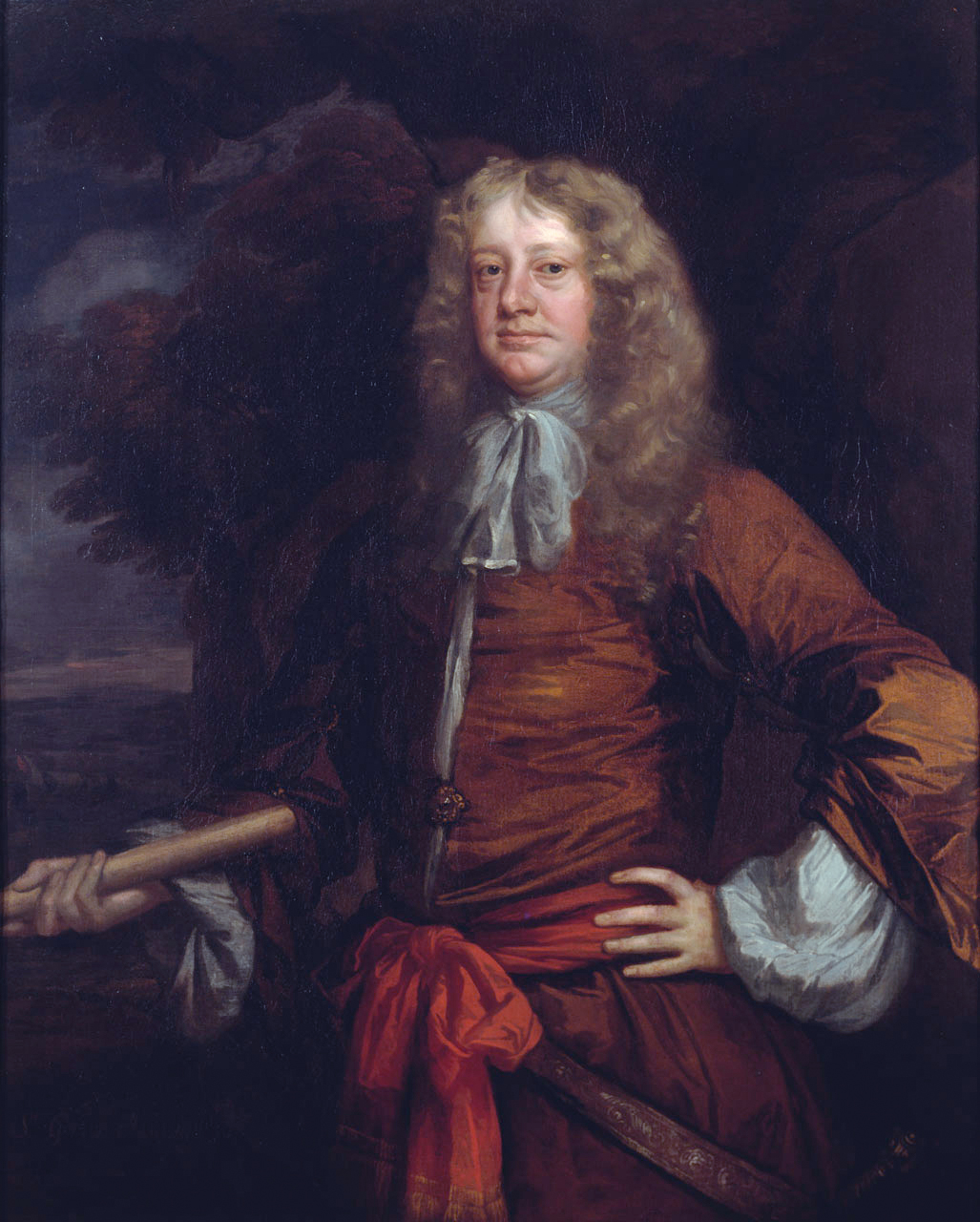
George Ayscue, porträtterad av Peter Lely 1665–1666.

George Ayscue, född 1616, död 1671, var en engelsk amiral. Han deltog i det engelska inbördeskriget och i de Engelsk-nederländska krigen. 
Under det engelska inbördeskriget, tjänade han år 1648 som kapten i sjöflottan som var lojal till det engelska parlamentet, förhindrade Ayscue stora delar av flottan att desertera till rojalisterna. Han blev då befordrad till amiral. År 1651 stred han tillsammans med Robert Blake i erövringen av Scillyöarna, som vid tillfället låg under John Granvilles kontroll. Samma år erövrade han Barbados från Francis Willoughby och flertalet av de andra engelska kolonierna i Amerika.  
I det Första engelsk-nederländska kriget besegrades han av den nederländska amiralen Michiel de Ruyter i Slaget vid Plymouth. Han blev efter nederlaget fråntagen sitt kommando och drog därefter i tjänst hos den Svenska flottan. Han återvände dock då Karl II kröntes till kung av England 1660. 
I det Andra engelsk-nederländska kriget ledde han en skvadron i slaget vid Lowestoft år 1665. I Fyradagarsslaget år 1666 gick hans flagskepp Prince Royal på grund utanför Galloper Shoal och han blev tvungen att överge sitt skepp till Cornelis Tromp. Han blev därmed den sista amiralen i Royal Navy som tillfångatogs av fienden. Han hölls under kriget fången i det nederländska slottet Loevestein.